# Gilles Vernet
 (janvier 2021).
Si vous disposez d'ouvrages ou d'articles de référence ou si vous connaissez des sites web de qualité traitant du thème abordé ici, merci de compléter l'article en donnant les références utiles à sa vérifiabilité et en les liant à la section « Notes et références ».
Pour les articles homonymes, voir Vernet.
Gilles Vernet, né le 25 mai 1968 à Paris, est un ancien opérateur de marché devenu instituteur, scénariste, réalisateur, écrivain et conférencier. Il est surtout connu pour avoir donné un écho cinématographique au concept d’accélération du philosophe Hartmut Rosa dans son film  Tout s'accélère sorti au cinéma en 2016. Dans ce film et dans son livre éponyme, il met en abime la course contre le temps de nos sociétés, nous invitant à sortir de toute culpabilité face à l’emballement exponentiel du monde et à renouer avec une saine alternance des rythmes individuels et collectifs.
Défenseur de la poésie du monde face au matérialisme financier et technologique, il nous invite dans ses différents films et ouvrages à la frugalité du simple bonheur d’aimer.

## Biographie

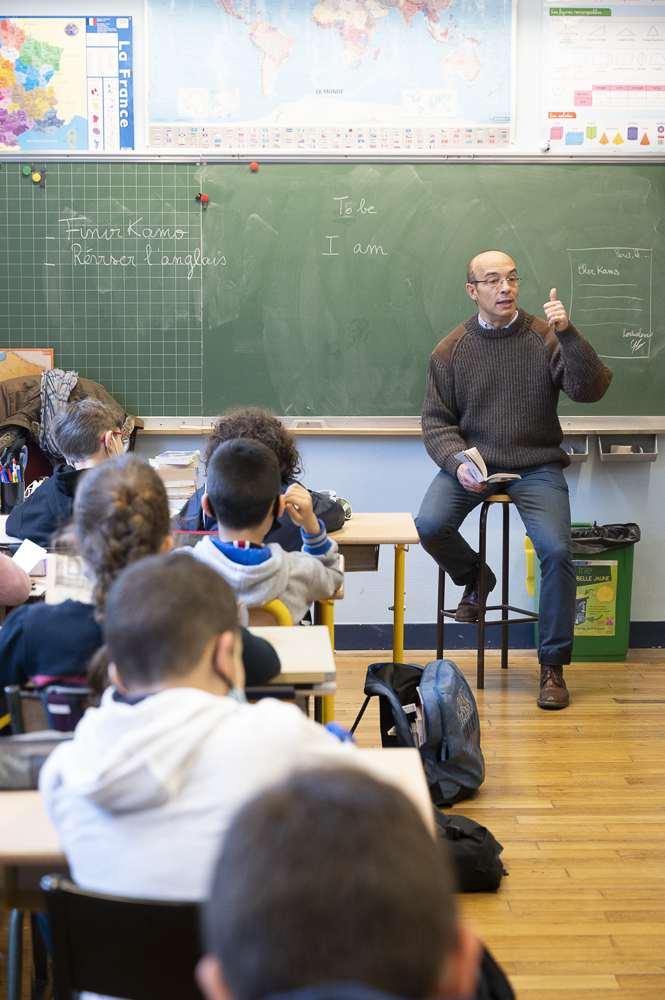
Gilles Vernet dans une classe en 2020.

Gilles Vernet naît en 1968 à Paris, de Béatrix Bazin de Caix de Rembures et de Patrice Vernet. Il passe son enfance à Saint-Germain des Près et dans le quartier latin. Après des études aux lycées Louis-le-Grand et Carnot, il intègre l’EDHEC en 1989, passe un MBA à l’Université Autonome de Madrid en 1992 puis fait un service national en tant que Volontaire Aide Technique à la Martinique. Il entre dans la finance en 1994. Sa carrière bancaire le mènera de la Société Générale à l’Union des Banques Suisses, en passant par JP Morgan et par la cellule de trading-action de la Banque de Gestion Privé Indosuez. 
Apprenant la maladie incurable de sa mère, il quitte la finance fin 2001 pour l’accompagner. 
En 2005, concomitamment avec la naissance de sa fille, il intègre l’IUFM et entame une carrière de professeur des écoles.  Parallèlement il écrit le scénario de l’épisode Remue-ménage pour la série télévisée Joséphine, ange gardien, qui réunira plus de 9 millions de téléspectateurs.
Entre 2006 et 2008 il perd successivement son père, sa grand-mère et sa mère. Ce triple deuil l’amène à questionner notre rapport individuel et collectif à la mort dans son livre « Maman mourra un jour » qui paraîtra en 2017 aux éditions Carnets Nord.
De 2011 à 2012 il tourne le film documentaire Tout s'accélère dans lequel il s’interroge avec ses élèves de CM2 et des personnalités comme Nicolas Hulot, Etienne Klein ou Hartmut Rosa, sur la course contre le temps qui caractérise nos sociétés modernes. Ce film ne sortira au cinéma qu’en avril 2016 et sera diffusé sur Public Sénat en 2018. Le film sera primé dans plusieurs festivals parmi lesquels le Figra et le festival Atmosphère.
Dans le but d’apporter des réponses aux questions posées dans le film, Gilles Vernet écrit le livre éponyme « Tout s'accélère – Comment faire du temps un allié » qui parait en 2017 aux éditions Eyrolles. Il réalise depuis de nombreuses conférences sur le sujet auprès d’entreprises, d’institutions publiques, de grandes écoles ou d’établissements scolaires.
De 2013 à 2015, sa classe de CM1-CM2 intègre le programme Dix mois d’école et d’Opéra. Il lance alors à ses élèves un défi : écrire et monter en deux ans un opéra-ballet mythologique en collaboration avec l’Opéra National de Paris. Ce projet donnera lieu à un film A nous l’opéra !, diffusé en 2020 sur Public Sénat, qui raconte l’aventure que vont vivre ces élèves en Réseaux d’Éducation Prioritaire, jusqu’à la représentation finale. 
En mai 2017, sa classe invitée à Oradour-sur-Glane entonne dans cette enceinte Le Chant des partisans devant l'ultime rescapé du drame et le président Emmanuel Macron. 
À partir de 2017 il collabore activement avec la société Akayogi à travers des conférences ou des vidéos autour de la gestion du temps et la méditation qu'il pratique chaque matin dans sa classe. 
En 2021 parait son dernier livre Tout l'or du monde aux éditions Bayard, dans lequel il questionne à partir de son expérience personnelle la place de l'argent dans notre société et dans nos vies.
En 2023, il réalise un documentaire « Et si on levait les yeux ? Une classe face aux écrans », diffusé sur la chaine Public Sénat le samedi 17 février 2024 à 21h00, à la suite duquel il est invité, le 20 mars 2024 en deuxième partie de soirée, à participer à l'émission C ce soir sur France 5 sur le thème Trop d'écrans : faut-il rationaliser internet, dans laquelle il défend une position modérée de l'usage des écrans afin de retrouver du lien social.

## Œuvres
- 2005 : Co-auteur du film « African Tale » produit par Universal Music qui retrace la vie du bassiste et chanteur Camerounais Richard Bona.
- 2016 : Réalisation du film Tout s’accélère produit par La Clairière Production et primé au Figra, au festival Atmosphère, au festival barcelonais Olala, entre autres[8],[9].
- 2017 « Maman mourra un jour » – Editions Carnets Nord
- 2017 « Tout s’accélère – Comment faire face à l’emballement du monde ? » - Editions Eyrolles
- 2019 « A nous l’opéra ! » - La Clairière Production
- 2021 « Tout l'or du monde » - Editions Bayard
- 2023 : Réalisation du documentaire « Et si on levait les yeux ? Une classe face aux écrans » (52 min).